# یینگشیو
یینگشیو (به لاتین: Yingxiu) یک شهرک در جمهوری خلق چین است که در ونچوان واقع شده‌است. یینگشیو ۱۱۵٫۱۲ کیلومتر مربع مساحت و ۶٬۹۰۶ نفر جمعیت دارد و ۱٬۰۱۲ متر بالاتر از سطح دریا واقع شده‌است.